# Jan Vitovec
Jan Vitovec ze Hrebene (auch Jan Vitovec Grebengradski, Jan Vitovec de Gereben, Johann/Hans von Witowec/Wittowezc/Wittobecz/Witowetz, Ivan Bitovec, Jan Bitovac, Jan Vitovec, Graf von Zagorje genannt; * in Südböhmen; † um 1468 in Kroatien) stammte aus armem tschechischen Adel (Slavig) in Südböhmen und verdingte sich wie viele andere seiner Landsleute in fremden Diensten. Zur Zeit der hussitischen Umbrüche um 1434 verpflichtete er sich am Hofe der Reichsgrafen Cilli (Celsky) als Söldner. Es dauerte nicht lange, bis er durch seine soldatischen Leistungen und als guter Stratege unter dem damals gefeierten Heerführer Jan Jiskra von Brändisy Anerkennung fand. Für die Cilli siegte er im Jahre 1441 in der Schlacht bei Uhri, belagerte 1442 vergeblich Laibach und siegte wieder 1445 in der großen Schlacht bei Pokroc (Pngraz), wobei er ein Auge einbüßte. Auf Cilli vorrückende Ungarn schlug er 1446 bei Pettau (Ptuj). Nach dem Tode des letzten Sprosses des Hauses Cilli, Ulrich II., begab sich dessen Witwe 1456 unter den Schutz von Vitovec, der die Interessen der Gräfin gegen Kaiser Friedrich III. wahrnahm. Nach den Cilliern diente er Kaiser Friedrich III. und wurde von diesem für seine Verdienste im Cillier Erbfolgekrieg (Frieden von Pusarnitz) mit Burg und Herrschaft Sternberg und dem Freiherrntitel belohnt. Später war er auch Vasall des Königs Matthias Corvinus von Ungarn.
Als angesehener Graf, Freiherr und Banus verstarb er in der Zeit zwischen 1468 und 1469. Er hinterließ eine Ehefrau geb. von Weißpriach, drei Söhne Georg, William, Jan und eine Tochter, die spätere Gräfin von Montfort.